# Беніто Лоренці
Беніто Лоренці (італ. Benito Lorenzi, * 20 грудня 1925, Буджано — † 3 березня 2007, Мілан) — колишній італійський футболіст, нападник.
Насамперед відомий виступами за клуб «Інтернаціонале», а також національну збірну Італії.
Дворазовий чемпіон Італії. 

## Клубна кар'єра
Вихованець футбольної школи клубу «Борго а Буджано».
У дорослому футболі дебютував 1946 року виступами за команду клубу «Емполі», в якій провів один сезон, взявши участь у 40 матчах чемпіонату. 
Своєю грою за цю команду привернув увагу представників тренерського штабу клубу «Інтернаціонале», до складу якого приєднався 1947 року. Відіграв за «нераззуррі» наступні одинадцять сезонів своєї ігрової кар'єри. Більшість часу, проведеного у складі «Інтернаціонале», був основним гравцем атакувальної ланки команди. У складі «Інтернаціонале» був одним з головних бомбардирів команди, маючи середню результативність на рівні 0,45 голу за гру першості. За цей час двічі виборював титул чемпіона Італії.
Згодом з 1958 по 1960 рік грав у складі команд клубів «Алессандрія» та «Брешія».
Завершив професійну ігрову кар'єру у нижчоліговому клубі «Варезе», за команду якого виступав 1960 року.

## Виступи за збірну
1949 року дебютував в офіційних матчах у складі національної збірної Італії. Протягом кар'єри у національній команді, яка тривала 6 років, провів у формі головної команди країни лише 14 матчів, забивши 4 голи. У складі збірної був учасником чемпіонату світу 1950 року у Бразилії, чемпіонату світу 1954 року у Швейцарії.
| Дата       | Місто     | Господарі | Результат | Гості     | Турнір                   | Голи | Примітки |
| ---------- | --------- | --------- | --------- | --------- | ------------------------ | ---- | -------- |
| 27/03/1949 | Мадрид    | Іспанія   | 1 – 3     | Італія    | товариський матч         | 1    |          |
| 22/05/1949 | Флоренція | Італія    | 3 – 1     | Австрія   | Кубок Центральної Європи | -    |          |
| 12/06/1949 | Будапешт  | Угорщина  | 1 – 1     | Італія    | Кубок Центральної Європи | -    |          |
| 30/11/1949 | Лондон    | Англія    | 2 – 0     | Італія    | товариський матч         | -    |          |
| 05/03/1950 | Болонья   | Італія    | 3 – 1     | Бельгія   | товариський матч         | -    |          |
| 03/06/1951 | Генуя     | Італія    | 4 – 1     | Франція   | товариський матч         | 2    |          |
| 11/11/1951 | Флоренція | Італія    | 1 – 1     | Швеція    | товариський матч         | -    |          |
| 25/11/1951 | Луґано    | Швейцарія | 1 – 1     | Італія    | Кубок Центральної Європи | -    |          |
| 24/02/1952 | Брюссель  | Бельгія   | 2 – 0     | Італія    | товариський матч         | -    |          |
| 26/10/1952 | Стокгольм | Швеція    | 1 – 1     | Італія    | товариський матч         | -    |          |
| 28/12/1952 | Палермо   | Італія    | 2 – 0     | Швейцарія | Кубок Центральної Європи | -    |          |
| 17/06/1954 | Лозанна   | Швейцарія | 2 – 1     | Італія    | ЧС 1954 - 1-й етап       | -    |          |
| 20/06/1954 | Луґано    | Бельгія   | 1 – 4     | Італія    | ЧС 1954 - 1-й етап       | 1    |          |
| 23/06/1954 | Базель    | Швейцарія | 4 – 1     | Італія    | ЧС 1954 - 1-й етап       | -    |          |
| Усього     |           | Матчів    | 14        |           | Голів                    | 4    |          |

## Титули і досягнення
- Чемпіон Італії (2):

«Інтернаціонале»:  1952–53, 1953–54